# Corps Curonia Goettingensis
Das Corps Curonia Goettingensis ist eine farbentragende pflichtschlagende Studentenverbindung an der Georg-August-Universität Göttingen. Das Corps ist die heutige Ausprägung der seit 1772 bestehenden Göttinger Curonen. Als Erbin der Kurländer-Verbindungen in Göttingen und Dorpat/Riga (und Posen) ist sie seit 1959 die offizielle Nachfolgeorganisation von acht deutsch-baltischen Studentenverbindungen.

## Erste Curonenconvente in Göttingen
In Göttingen sind 1772, 1777 und 1781 kurländische Landsmannschaften nachweisbar. Die Kurländer trugen einen blauen Rock mit roten Unterkleidern. Kragen, Rock und Weste waren gelb abgesetzt. Die Kokarde war weiß. 1798 verlangte Zar Paul I. die Heimkehr aller studentischen Untertanen von den deutschen Universitäten. Ein Balte in Göttingen wurde erst 1802 wieder nachgewiesen. Convente bestanden 1801–1804, 1810–1813, 1815–1817, 1820–1822 und 1823–1827. Alle diese Curonen-Convente hatten die Farben grün-blau-weiß, den gleichen Zirkel und dieselben Wahlsprüche. Wie sehr diese Convente schon als Einheit gesehen werden müssen, zeigt z. B. die Tatsache, dass von den 118 Göttinger Curonen exakt jeder Zweite vorher oder nachher einer Curonia in einer anderen Universität angehörte, einige sogar in vier Conventen. Die baltischen Studenten zogen damals von Universität zu Universität. Aber nachdem die 1802 gegründete deutschsprachige Kaiserliche Universität Dorpat inzwischen in ganz Europa anerkannt war, hat allmählich doch die Mehrzahl dort studiert und der Dorpater Convent der Curonia wuchs entsprechend. Und als 1862 das kaiserliche, aber ebenfalls deutschsprachige Polytechnikum Riga gegründet worden war, konnte man im Baltikum auch Ingenieurwissenschaften studieren. In Deutschland gab es einen C! der Curonia dann erst wieder Anfang des 20. Jahrhunderts in Jena. Diese Curonia stand in einem Kartellvertrag mit dem Kösener Senioren-Convents-Verband. Ansonsten kamen aus dem Baltikum nur wenige Studenten nach Deutschland. Das Rigaer Corps Rubonia hatte Anfang des 20. Jahrhunderts für kurze Zeit in München aufgemacht, die Dorpater Fraternitas Academica in Berlin.
Curoni in Göttingen (1810–1825)

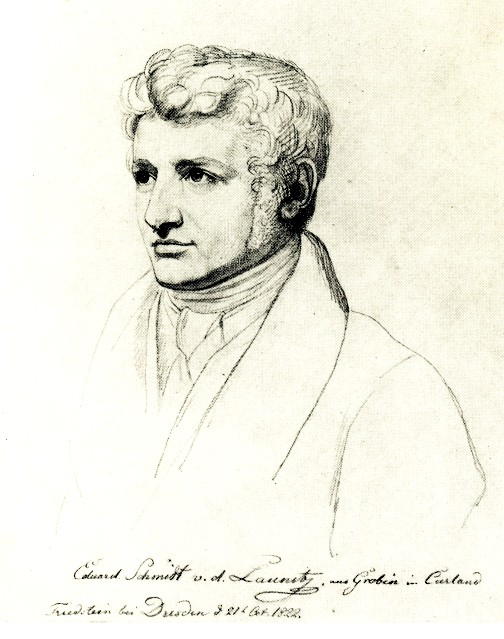
E. Schmidt-v. d. Launitz
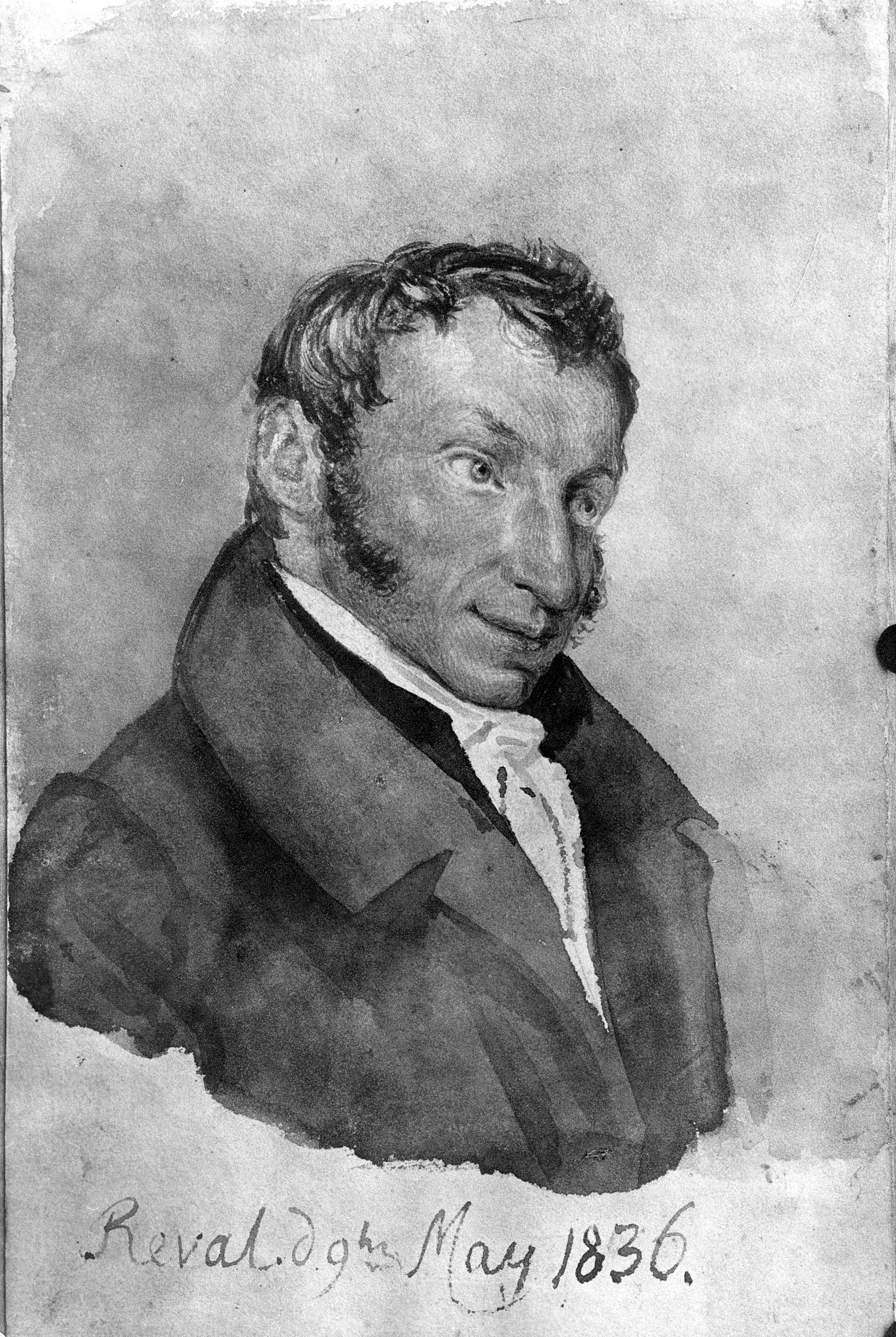
J. v. Paucker
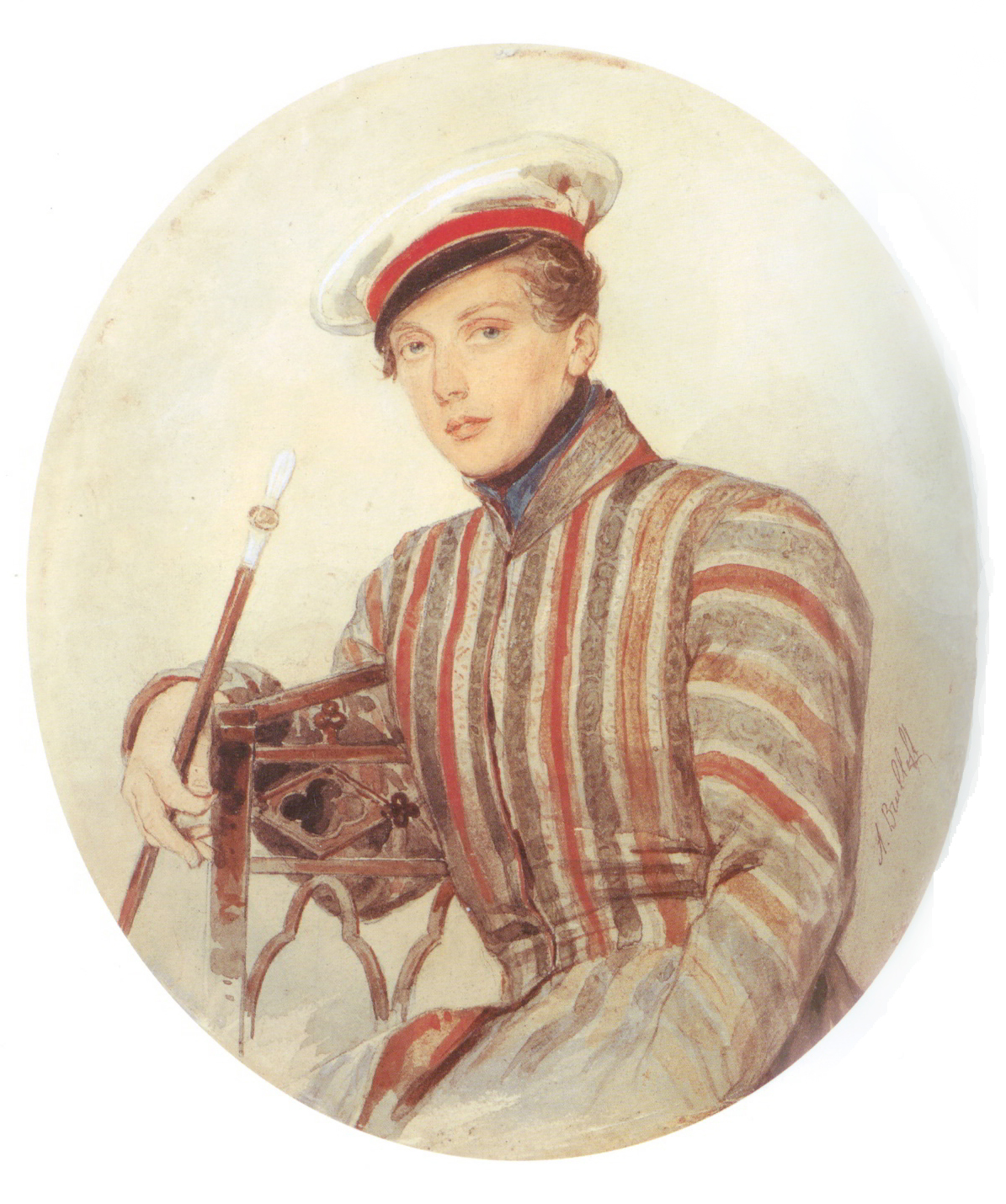
A. A. Suworow
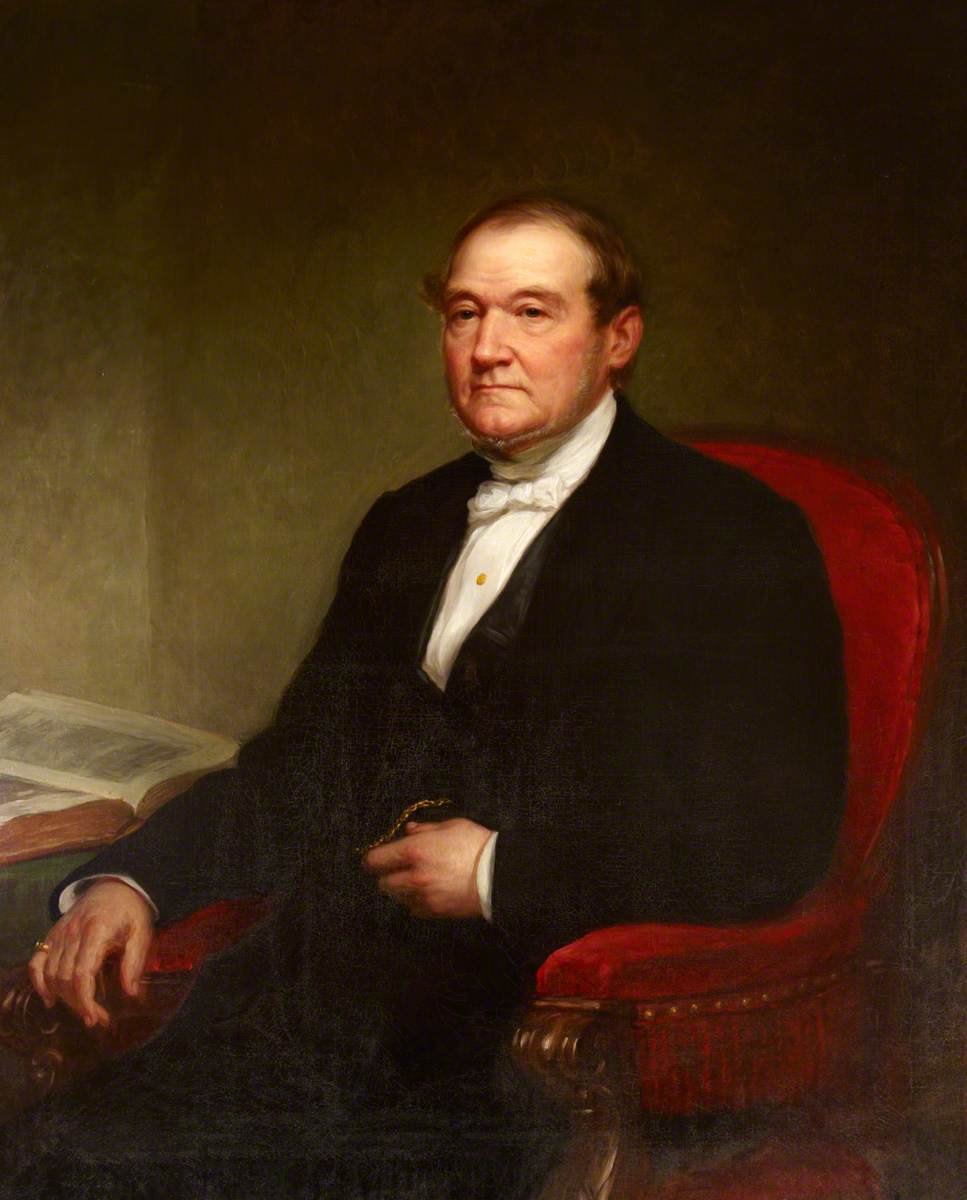
William Backhouse Astor Sr.

### Dorpat

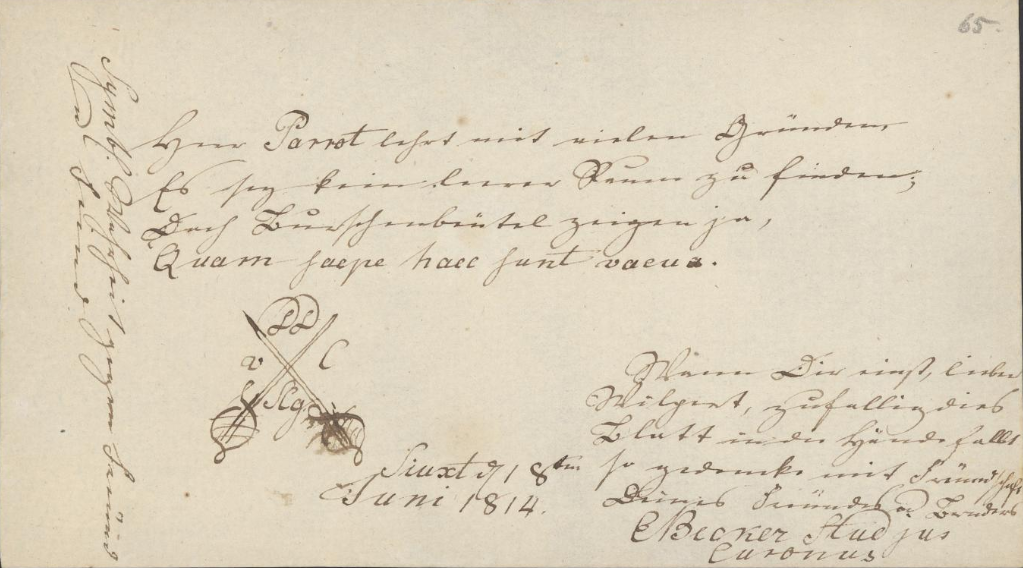
Stammbucheintrag des Dorpater Curonen stud. jur. E. Becker vom Juni 1814 im Pastorat Siuxt mit Schlägerwappen und Wahlspruch der Curonia „Draugam draugs“

Nachdem im Jahre 1802 die deutschsprachige Kaiserliche Universität Dorpat als damals einzige Hochschule in den Ostseegouvernements gegründet worden war, setzten viele in Göttingen studierende Kurländer ihr Studium in der Heimat fort. Für fast 90 Jahre gab es in Deutschland keine Curonia mehr; denn Kaiser Nikolaus I. hatte nach seiner Krönung 1825 die Studienmöglichkeiten im Ausland für Studierwillige aus den Ostseegouvernements wiederum rigoros eingeschränkt. Dafür blühte das Verbindungsleben im Baltikum auf. Die ersten waren die Kurländer, die sich in einer Landsmannschaft zusammenfanden, die 130 Jahre im Baltikum existierte. Als Gründungsdatum der Curonia wird das Datum des ersten Duells am 8. September 1808 angenommen. Die in der Folgezeit in Dorpat gegründeten deutschen Corporationen orientierten sich weitgehend am Vorbild der Curonia, die ihrerseits viele studentische Sitten aus Göttingen übernommen hatte. Diese traditionelle Verbindung zu Göttingen führte dazu, dass z. B. die Göttinger Fechtweise und die Takelage des beginnenden 19. Jahrhunderts weitgehend in das Baltikum übernommen wurden und dort bis zum Zweiten Weltkrieg erhalten blieben. So wurde im Baltikum mit dem Korbschläger und nicht wie sonst im Osten mit dem Glockenschläger gefochten. Auch die Corporationen in Sankt Petersburg und Moskau übernahmen den deutschen Fechtcomment aus Dorpat. Ebenfalls übernommen wurde eine Menge deutscher Studentenlieder; über Estland gelangten einige in die Liederbücher finnischer Studentenverbindungen. Auch die später gegründeten estnischen, lettischen, russischen und jüdischen Studentenverbindungen übernahmen viele deutsche Traditionen, sogar die Anfang des 20. Jahrhunderts entstandenen Damenverbindungen. So wurde die Curonia Vorbild für über 75 Corporationen, von denen 55 noch heute existieren. „Diese Korporationen und Vereine übernahmen nolens volens fast alles von den deutschen Verbindungen. Sie kannten nichts anderes.“ So war die Geschäftssprache der Polonia in Sankt Petersburg lange Zeit deutsch. Die oft als „Goldene Zeit“ bezeichnete Epoche der baltischen Corporationen endete in den 1890er Jahren; denn aufgrund der Russifizierung durfte nur noch in russischer Sprache gelehrt werden. Viele berühmte deutsche Professoren verließen damals die Universität.

### Riga und Jena

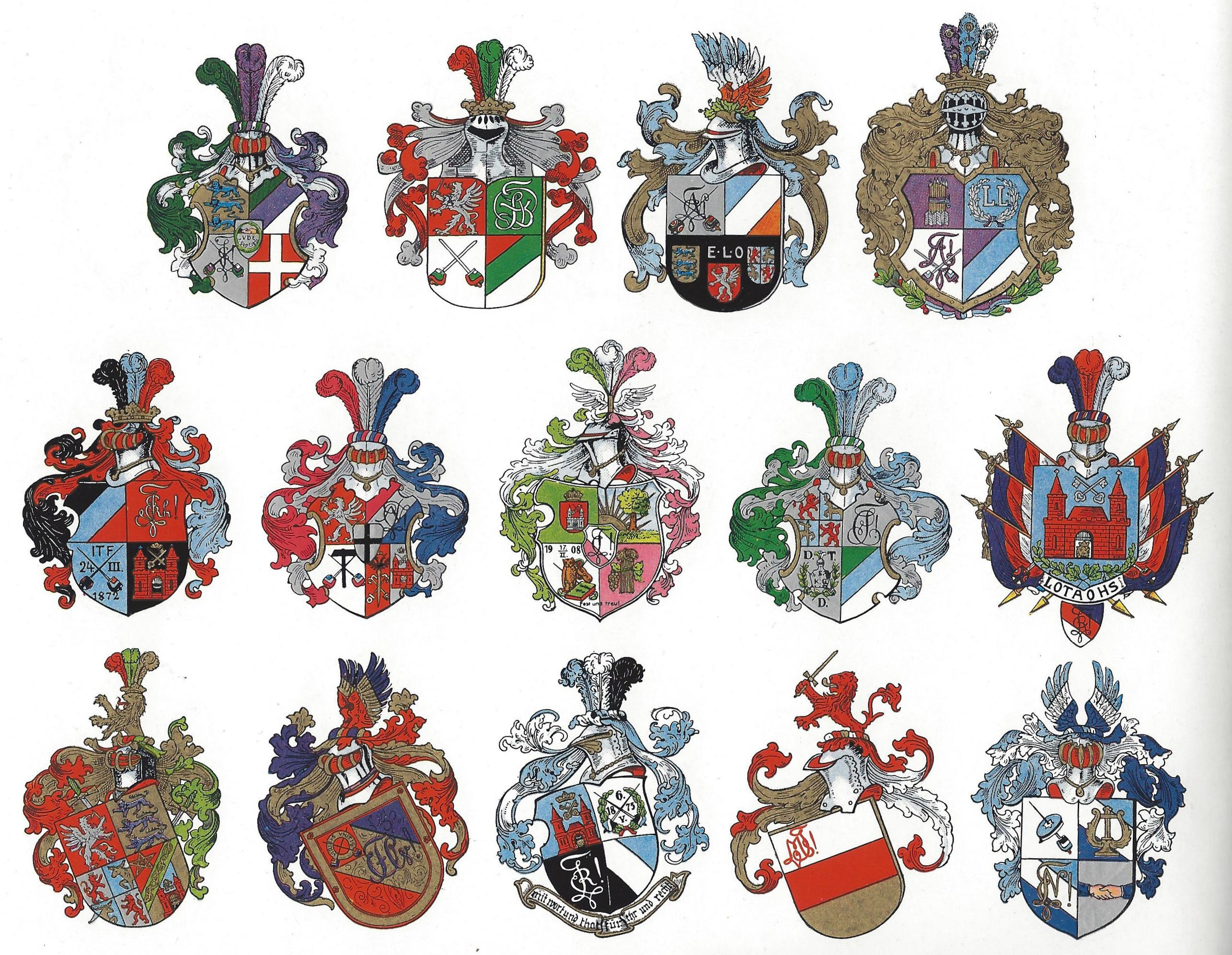
Deutsche Verbindungen im Baltikum, Mitte rechts Curonia

Nach dem Ersten Weltkrieg gewannen die baltischen Staaten ihre Unabhängigkeit von Russland. Die Esten und Letten gründeten in den 1920er Jahren eine Vielzahl neuer Verbindungen, die heute alle wieder aktiv sind. Deutsch als Amtssprache wurde im Baltikum abgeschafft. An seine Stelle rückte in Dorpat Estnisch, in Riga Lettisch. Die meisten Kurländer konnten zwar Deutsch, Russisch und einigermaßen gut Lettisch sprechen, Estnisch aber nicht einmal verstehen. So hatte die Dörptsche Curonia schon sprachlich keine Zukunft mehr. Deshalb verlegte sie im Januar 1921 ihren Sitz an die neu gegründete Latvijas Augstskola (Hochschule), die 1923 zur Latvijas Universitāte umgewandelt wurde. Unter den Deutsch-Balten war die Bezeichnung Lettländische Universität üblich.
In Deutschland studierten zur Zeit der Weimarer Republik noch einige Hundert Deutsch-Balten. Als 1921 der Hauptverband studierender Balten gegründet wurde, zählte man ca. 500 Personen. Gewählt wurden Otto Eckert (Curonia) zum 1. Vorsitzenden/Senior, Werner v. Harpe (Fraternitas Baltica) zum Subsenior und Balthasar Baron v. Campenhausen (Livonia) zum Drittchargierten. Im Mai 1922 gründete Curonia einen Zweigconvent an der Friedrich-Schiller-Universität Jena. Er war dem KSCV assoziiert und existierte bis 1934. Die Rigaer Curonia schloss den aktiven Convent bereits 1937.

### Posen
Der Deutsch-sowjetische Nichtangriffspakt erzwang 1939 die Umsiedlung aller Deutsch-Balten in das Deutsche Reich 1933 bis 1945 (Posen, Warthegau). Die deutschbaltischen Corps suspendierten 1939 oder wurden (in Lettland) vom Staat geschlossen. Auch alle anderen deutschen Korporationen mussten wegen der „diktierten Option“ ihre Aktivitäten einstellen oder wurden wie alle deutschen Vereine und Organisationen vom Staat geschlossen. Wegen der sowjetischen Okkupation der Baltischen Staaten folgten die estnischen und lettischen Corporationen ein Jahr später. In Posen wurden die 12 alten deutschbaltischen Philisterverbände in Altherrenschaften umgewandelt. Aus der Curonia wurde 1941 die „Altherrenschaft Nr. 1“, mit der Aussicht, nach dem Krieg eine aktive Kameradschaft zu begründen. So war die Möglichkeit gegeben, die unerlaubten Zusammenkünfte in aller Öffentlichkeit stattfinden zu lassen und die Stiftungstage alljährlich im üblichen Rahmen zu begehen.

## Rekonstitution

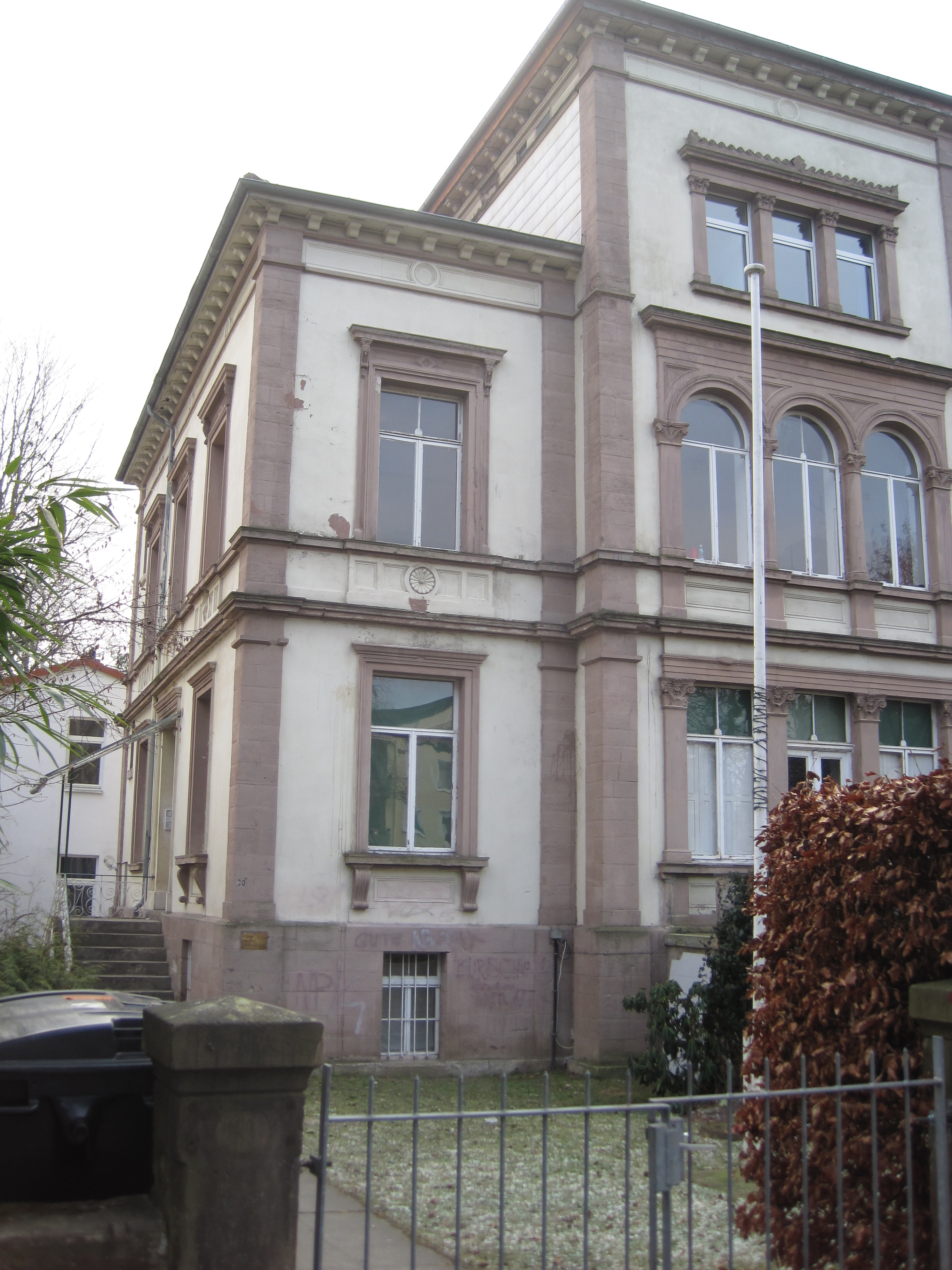
Conventsquartier

Trotz der enormen Verluste durch Krieg, Flucht und Vertreibung lebten in Westdeutschland Ende der 1940er Jahre noch etwa 1300 deutschbaltische Korporationsmitglieder. Trotz 124 gefallener und in den Kriegswirren umgekommener Corpsbrüder zählt das Anschriftenverzeichnis der Curonia von 1947 noch 202 Curonen. Verschiedene Anläufe zu einer Rekonstitution führten schließlich zur Gründung der Curonia Goettingensis. Gestiftet wurde sie am 1. August 1959 von 210 Philistern aller deutschbaltischen Corporationen, die von den Universitäten in Dorpat, Riga, Moskau und Sankt Petersburg stammten. Sie fungierten gemeinsam als Gründungsphilister und begründeten mit vier Corpsburschen (davon drei Kurländern) wieder einen aktiven Convent. Mit den später noch dazugekommenen waren es schließlich weit über 300 baltische Philister, die dem Altherren-Verband beitraten.
Es handelte sich um folgende Corporationen, mit Gründungsdatum und Anzahl der beteiligten Alten Herren (AH):
1. Curonia Dorpat, später Riga (8. September 1808): 97 AH
2. Estonia Dorpat (7. September 1821): 15 AH[14][A 3]
3. Livonia Dorpat (20. September 1822): 18 AH[A 4]
4. Fraternitas Rigensis Dorpat, später Riga (21. Januar 1823): 31 AH[A 5]
5. Fraternitas Baltica Riga (13. November 1865): 6 AH[A 6]
6. Concordia Rigensis (29. November 1869): 2 AH
7. Baltonia-Gotonia Dorpat und Riga (24. März 1872): 25 AH[A 7]
8. Corps Rubonia Riga (18. Mai 1875): 43 AH[A 8]
9. Neobaltia Dorpat (28. Mai 1879): 36 AH[A 9]
10. Fraternitas Academica Dorpat (27. Mai 1881): 14 AH[A 10]
11. Fraternitas Marcomannia Riga, später Moskau (2. März 1902): 1 AH[A 11]
12. Fraternitas Normannia Sankt Petersburg, später Dorpat (23. Nov. 1909): 8 AH[A 12]

Acht dieser Corporationen haben die Curonia Goettingensis offiziell durch ihre Philisterverbände als Träger ihrer Tradition anerkannt: Curonia, Estonia, Fraternitas Rigensis, Baltonia-Gotonia, Rubonia, Neobaltia, Fraternitas Academica und Fraternitas Marcomannia. Bei der Rekonstitution gingen die Curonen davon aus, dass wie bei Concordia Rigensis das Stiftungsjahr der ersten Göttinger Curonia (1804) anerkannt würde. Da der Göttinger Senioren-Convent den Wunsch nicht mittragen wollte, verzichtete Curonia auf den Anspruch. Am 8. Dezember 1959 wurde sie in den Kösener Senioren-Convents-Verband aufgenommen.
Das Corps residierte anfangs in zwei Räumen einer Ausflugsgaststätte außerhalb Göttingens („Zur Stegemühle“), danach im Erdgeschoss eines Privathauses. Schließlich fand sich ein Haus, das sukzessive ganz als Corpshaus übernommen werden konnte. Inzwischen tragen einige Corpsmitglieder das grün-blau-weiße Band bereits in der 7. Generation. Die Curonia Goettingensis kann an freundschaftliche Beziehungen anknüpfen, die seit mehr als 150 Jahren bestehen. Dazu dienen vor allem auch die Gesamtbaltischen Völkerkommerse, die die Curonia im Wechsel mit der Concordia Rigensis und der Fraternitas Dorpatensis zu München ausrichtet, soweit sie in Deutschland stattfinden. Sie beteiligt sich auch an den Völkerkommersen in Estland und Lettland.
Wegen Nachwuchsmangels war die Curonia vom 29. Mai 1984 bis zum 23. Januar 1986 und vom 24. Januar 1986 bis zum 14. Juni 1986 suspendiert. 1985 meldeten sich 4 neue Füchse aktiv und nachdem diese ihre Farben erlangt hatten, konnte die Suspendierung beendet werden (die Aufhebung der Suspendierung am 23. Januar 1986 für einen Tag ist durch die an diesem Tag stattgefundenen vier Fuchsenpartien zu erklären). Mit historischen und aktuellen Berichten erscheinen die Göttinger baltischen Corpsblätter inzwischen (2023) im 64. Jahrgang.

## Couleur und Bräuche

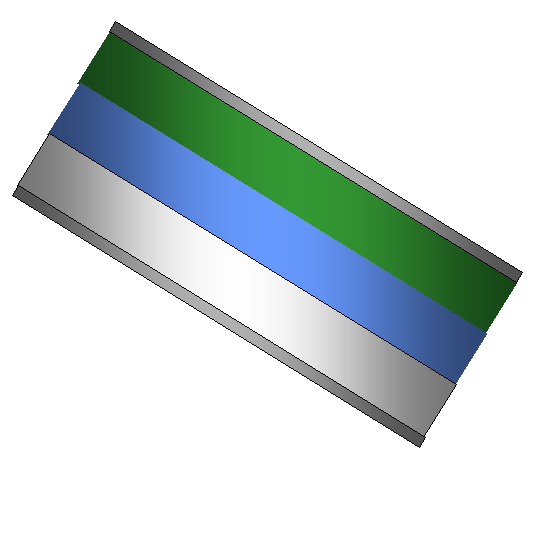
Couleur aller Curonen

Curonia ist ein Lebenscorps. Es führt die Farben grün-blau-weiß mit silberner Perkussion. Dazu wird ein grüner Deckel mit blau-weißem Rand und einem silbern gesticktem Baltenstern getragen. Wie alle Göttinger Corps und alle deutsch-baltischen Studentenverbindungen tragen auch Curonias Füchse kein Fuchsenband, sondern einen grünen Deckel ohne den blau-weißen Rand. Der Wappenspruch lautet in lettischer Sprache Draugs tam draugam! Der Wahlspruch (aller Deutsch-Balten) ist In Treuen fest! Die Farben stammen von der Uniform der Kurländischen Ritterschaft und der Landesbeamten im Gouvernement Kurland. Sie wurde von Katharina II. eingeführt und bestand aus einem grünen Rock mit hellblauem Kragen, silbernen Stickereien und Knöpfen. Anders als die „deutschen“ Corps kennt Curonia keine Kneipjacken. Großen Wert wird in der Curonia Goettingensis auf die Pflege des Gesanges und der Studentenlieder gelegt. Der Gebrauch eines Liederbuches ist verpönt. Der Samowar wird heute noch benutzt, Sakuska von jeher geschätzt. Einen Biercomment gibt es nicht. Am 8. Februar 2019 wurde schon zum zweiten Mal in und mit der Estnischen Botschaft von der Curonia ein „Baltischer Abend“ veranstaltet, um die Besonderheiten baltischer Burschentradition einem größeren Kreis von interessierten Corpsstudenten darzustellen.

## Baltische Bedeutung
Der direkte Kontakt zwischen den deutschen Corps und den estnischen und lettischen Verbindungen brach 1939 ab. Trotz der Umsiedlung und der 50-jährigen Sowjetherrschaft lebt die vor allem aus Göttingen stammende deutsch-baltische Studentenkultur in Estland und Lettland fort. Deshalb wird die Curonia heute sogar als „Mutter aller baltischen Korporationen“ bezeichnet.

## Curonen

### Göttinger Curonia I–VII
I (1805–1808):

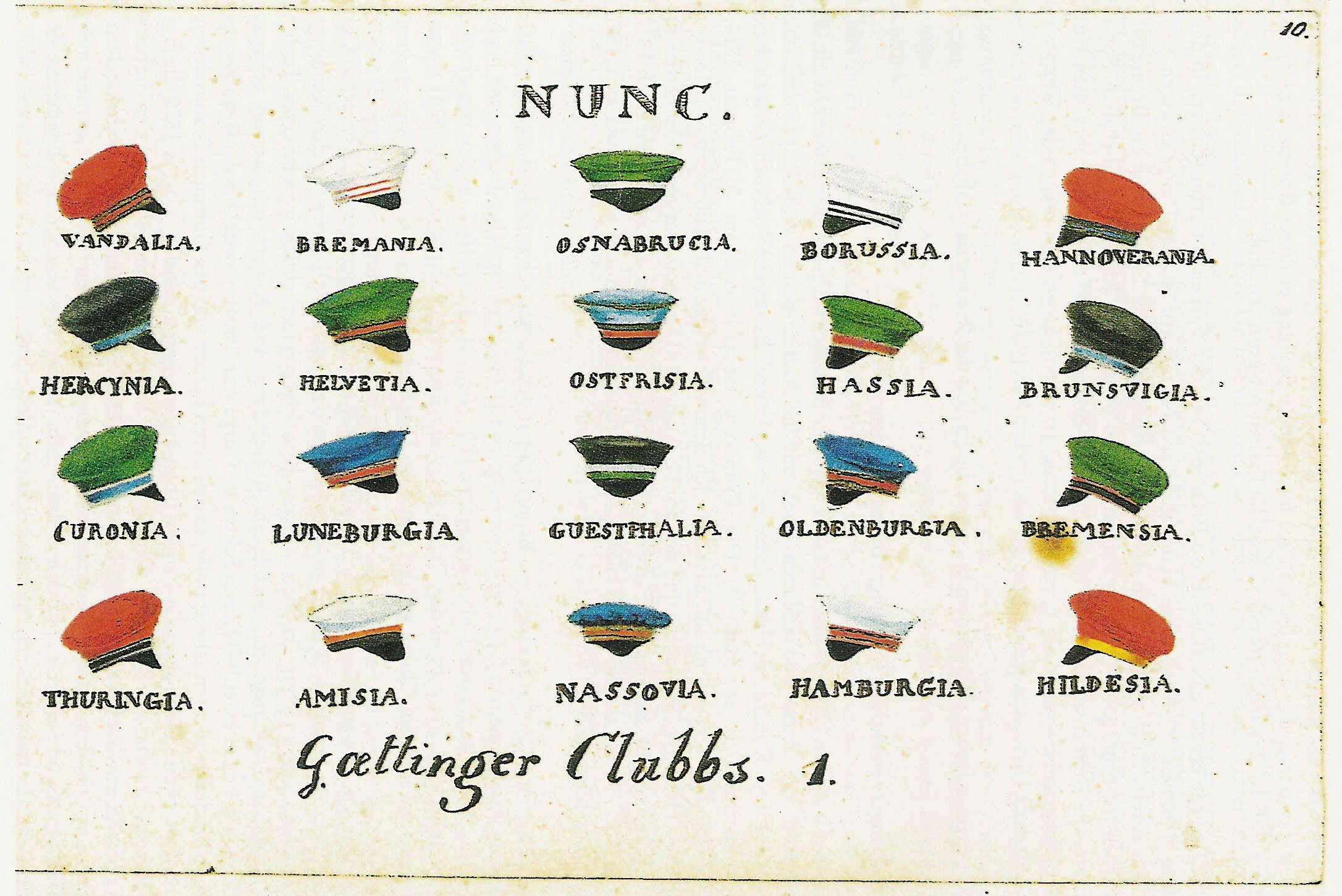
Gœttinger Clubbs (1827)

Reinhold Friedrich von der Osten-Sacken.
II  (1809–1812):
Gideon von Stempel.
III  (1813–1815):
William Backhouse Astor.
V (1816–1818):
Dieterich von Bocholtz, Louis Cambecq, Eduard Schmidt von der Launitz.
VI (1820–1821):
Adam von Koskull, Gotthard von Vietinghoff.
VII (1823–1829):
Heinrich Blumenthal, Otto Magnus von Grünewaldt, August von der Howen, Hermann von Keyserlingk, Otto von Keyserlingk zu Rautenburg, Alexander von Medem, Otto von Orgies-Rutenberg, Albert von Schlippenbach, Julius von Seefeld, Alexander Arkadjewitsch Suworow, Gotthard von Vietinghoff.

### Dörptsche Curonia
- August Bielenstein
- Heinrich Hesselberg
- Guido Samson von Himmelstjerna
- Eugen von Keyserling
- Julius von Seefeld
- August Tilling
- Paul Wachtsmuth
- Friedrich Ernst Wagner
- Gustav Wilpert
- James von Wilpert

### Heutige Curonia
- Edmund Spohr (1887–1964), Botaniker
- Hans-Günther Seraphim (1903–1992), Historiker, Sachverständiger in NS-Prozessen
- Walter Lange (1904–1980), Richter, Jäger und Studentenhistoriker
- Andreas von Koskull (1906–1992), SS-Standartenführer (1934 ausgeschlossen)
- Otto Friedrich von Fircks (1912–1989), Landwirt, Politiker (CDU)
- Boris Meissner (1915–2003), Rechtswissenschaftler
- Hans-Jürgen Peiper (1925–2025), Chirurg
- Paul Harff (* 1938), Volkswirt
- Hans-Dieter Handrack (* 1942), Historiker
- Gunter Mulack (1943–2023), Botschafter, Direktor des Deutschen Orient-Instituts
- Paul Georg Lankisch (* 1943), Gastroenterologe
- Alexander Prechtel (* 1946), Generalstaatsanwalt
- Eckhard Gnodtke (* 1958), MdB
- Matthias Peiper (* 1964), Chirurg